# Sondre Granaas
Sondre Milian Granaas (* 30. August 2006 in Drammen) ist ein norwegischer Fußballspieler. Der Juniorennationalspieler steht aktuell (Stand 14. Juni 2025) beim Molde FK unter Vertrag.

## Karriere
Nachdem Granaas seine Karriere beim Stoppen SK begonnen hatte, wechselte er im Sommer 2020 in den Nachwuchs des Mjøndalen IF. Nach zahlreichen Spielen für die verschiedenen Jugendteams des Klubs sowie für die zweite Mannschaft feierte er am 10. April 2023 sein Debüt für die erste Mannschaft. Beim 0:0 gegen Åsane Fotball in der OBOS-Liga wurde er in der 72. Spielminute eingewechselt. In seiner ersten Profisaison absolvierte er 28 Partien in der Liga, wobei ihm zwei Treffer gelangen, seinen ersten Treffer erzielte er beim 2:2 gegen den FK Jerv. Hinzu kamen drei Begegnungen im Pokal.
Am 4. Januar 2024 veröffentlichten die beiden norwegischen Klubs Mjøndalen IF und Molde FK in einer gemeinsamen Vereinsmitteilung den Wechsel von Granaas zu Molde. Sein Debüt dort feierte er am 10. April 2024 beim 5:0-Auswärtserfolg über Eide og Omegn FK in der ersten Pokalrunde, wobei Granaas den Treffer zum 3:0 erzielte. In seiner ersten Saison beim Molde FK kam er auf neun Eliteserieneinsätze sowie fünf Einsätze (2 Tore) im Pokal. Auch international debütierte er: Am 24. Oktober 2024 wurde er beim Stand von 1:2 für KAA Gent in der UEFA Conference League eingewechselt. Dort absolvierte er fünf Begegnungen.